# Acanthoscurria brocklehursti
Acanthoscurria brocklehursti, também conhecida como Tarântula branca e preta brasileira, é uma espécie de aranha pertencente à família Theraphosidae (tarântulas). É mais conhecida pelos seus hábitos alimentares agressivos, cores distintas e um rápido crescimento. Esse animal pode medir 18–23 cm, por isso também é chamado de tarântula branca e preta gigante.